# Little Stonham
Little Stonham eller Stonham Parva är en by och en civil parish i Mid Suffolk i Suffolk i England. Orten har 399 invånare (2011).